# Yunyang (Chongqing)

Lage des Kreises Yunyang im Gebiet Chongqings

Yunyang (chinesisch 云阳县, Pinyin Yúnyáng Xiàn) ist ein Kreis der regierungsunmittelbaren Stadt Chongqing, Volksrepublik China. Er hat eine Fläche von 3636 km².
Davon sind 2220 km² bewaldet, was einer Quote von 61,2 % entspricht. Der Kreis besitzt zwei Naturschutzgebiete mit einer Gesamtfläche von knapp 159 km². Ende 2022 hatte Yunyang 1.315.700 registrierte Einwohner. Davon lebten jedoch nur 926.200 Menschen im Kreisgebiet, der Rest war als Student, Wanderarbeiter etc. in anderen Landesteilen unterwegs.
Seit dem 14. Februar 2023 wird in der Großgemeinde Longjiao der aus 25 Parabolantennen bestehende, zweite Abschnitt des Facettenauge-Tiefraumradars (中国复眼) zur Ortung von potenziell gefährlichen Asteroiden bis in eine Entfernung von 10 Millionen Kilometern gebaut.

## Geschichte
Während der Zeit der Streitenden Reiche (475–221 v. Chr.) gehörte die Gegend von Yunyang zum Staat Ba, es lebten dort, ebenso wie im benachbarten Enshi, die Vorfahren der heutigen Tujia. 314 v. Chr. wurde das Gebiet vom östlich angrenzenden Staat Chu erobert und der Kreis Quren (朐䏰县) mit Sitz im heutigen Straßenviertel Shuangjiang gegründet, damals eine Pferdewechselstation. Damit ist Yunyang einer der ältesten Kreise am Oberlauf des Yangtsekiang. 223 v. Chr. wurde Chu vom Staat Qin erobert. Nun begann man die Salzvorkommen auszubeuten, die sich nach dem Austrocknen des Ba-Shu-Sees (siehe unten) vor etwa 65 Millionen Jahren gebildet hatten. 206 v. Chr., zu Beginn der Westlichen Han-Dynastie, wurde die erste Siedesaline eröffnet und die Salzproduktion im Manufaktur-Maßstab aufgenommen. 110 v. Chr. wurde in Quren ein Salzamt (盐官) eröffnet – Salzherstellung und -handel waren ein staatliches Monopol.
Yunyang gehörte ab Mai 221 zum Staat Shu Han, einem der Drei Reiche.
General Zhang Fei, ein Schwurbruder von Liu Bei, dem König von Shu, wurde im Sommer jenes Jahres von zweien seiner Offiziere ermordet. Später wurde auf dem der späteren Großgemeinde Yunyang gegenüberliegenden, südlichen Yangtse-Ufer ein Tempel für den General gebaut, in dem angeblich sein dort aus dem Fluss gefischter Kopf begraben sein soll, den die Verräter an sich Sun Quan gebracht hatten, dem mit Liu Bei verfeindeten Herzog von Wu. Seit dem 25. Juni 2001 steht der Zhang-Fei-Tempel auf der Liste der Denkmäler der Volksrepublik China.
Ab 221 gehörte der Kreis Quren zur Kommandantur Ba-Ost (巴东郡), die ihren Sitz im heutigen Fengjie hatte. Im Jahr 568, während der Nördlichen Zhou-Dynastie wurde der Sitz der Kreisregierung von Shuangjiang in die Großgemeinde Yunyang verlagert und der Kreis in „Yun’an“ umbenannt (云安县, nicht zu verwechseln mit der heutigen Großgemeinde dieses Namens). In der Tang-Dynastie war der Kreis Yun’an eine der wichtigsten Salz-Produktionsstätten Chinas. Im Jahr 785 wurde die Saline von Yun’an zum Salz-Direktorat (盐监) mit eigener Zivilverwaltung erhoben, das dort gewonnene Salz wurde wegen seiner hohen Qualität an die Palastküche in Chang’an geliefert. Im Jahr 973, zu Beginn der Nördlichen Song-Dynastie, wurde der Keis Yun’an zur Militärpräfektur (云安军) erhoben, die als vorgesetzte Behörde der bisherigen Kreisverwaltung und des Salz-Direktorats fungierte. 1071 wurde das Salz-Direktorat aufgelöst und die Saline als Kreis Anyi (安义县) selbstständig. Vier Jahre später, im Jahr 1075, wurde der Kreis Anyi jedoch wieder aufgelöst und die Saline direkt Yun’an unterstellt.
1283, zu Beginn der mongolischen Yuan-Dynastie, wurde die Militärpräfektur Yun’an in eine zivile Präfektur umgewandelt und der Name in „Yunyang“ (云阳州) geändert. 1373, zu Beginn der Ming-Dynastie, wurde Yunyang dann zum Kreis herabgestuft. Diese Situation blieb im Prinzip bis zum 28. September 1999 erhalten, als der Sitz der Kreisregierung im Zusammenhang mit dem Bau der Drei-Schluchten-Talsperre von der heute unter Wasser liegenden Großgemeinde Yunyang gut 20 km flussaufwärts in die damalige Großgemeinde Shuangjiang verlegt wurde. Zwischen 1992 und 2010 wurden im gesamten Kreisgebiet mehr als 170.000 Menschen umgesiedelt, die entlang des Yangtse und seiner Nebenflüsse gelebt hatten.

## Administrative Gliederung
Auf Gemeindeebene setzt sich Yunyang aus 4 Straßenvierteln, 31 Großgemeinden und 7 Gemeinden zusammen. Diese sind:
Straßenviertel Panlong (盘龙街道)
Straßenviertel Qinglong (青龙街道)
Straßenviertel Renhe (人和街道)
Straßenviertel Shuangjiang (双江街道), Sitz der Kreisregierung
Großgemeinde Bayang (巴阳镇)
Großgemeinde Baoping (宝坪镇)
Großgemeinde Biaocao (蔈草镇)
Großgemeinde Dayang (大阳镇)
Großgemeinde Fengming (凤鸣镇)
Großgemeinde Gaoyang (高阳镇)
Großgemeinde Guling (故陵镇)
Großgemeinde Hongshi (红狮镇)
Großgemeinde Houye (后叶镇)
Großgemeinde Huangshi (黄石镇)
Großgemeinde Jiangkou (江口镇)
Großgemeinde Longdong (龙洞镇)
Großgemeinde Longjiao (龙角镇)
Großgemeinde Luyang (路阳镇)
Großgemeinde Nanxi (南溪镇)
Großgemeinde Nixi (泥溪镇)
Großgemeinde Nongba (农坝镇)
Großgemeinde Ping’an (平安镇)
Großgemeinde Qixia (栖霞镇)
Großgemeinde Quma (渠马镇)
Großgemeinde Sangping (桑坪镇)
Großgemeinde Shashi (沙市镇)
Großgemeinde Shuanglong (双龙镇)
Großgemeinde Shuangtu (双土镇)
Großgemeinde Shuikou (水口镇)
Großgemeinde Yanping (堰坪镇)
Großgemeinde Yanglu (养鹿镇)
Großgemeinde Yaoling (耀灵镇)
Großgemeinde Yuquan (鱼泉镇)
Großgemeinde Yun’an (云安镇)
Großgemeinde Yunyang (云阳镇)
Gemeinde Donglu (洞鹿乡)
Gemeinde Pu’an (普安乡)
Gemeinde Qingshui der Tujia (清水土家族乡)
Gemeinde Shangba (上坝乡)
Gemeinde Shimen (石门乡)
Gemeinde Wailang (外郎乡)
Gemeinde Xinjin (新津乡)

## Dinosaurier

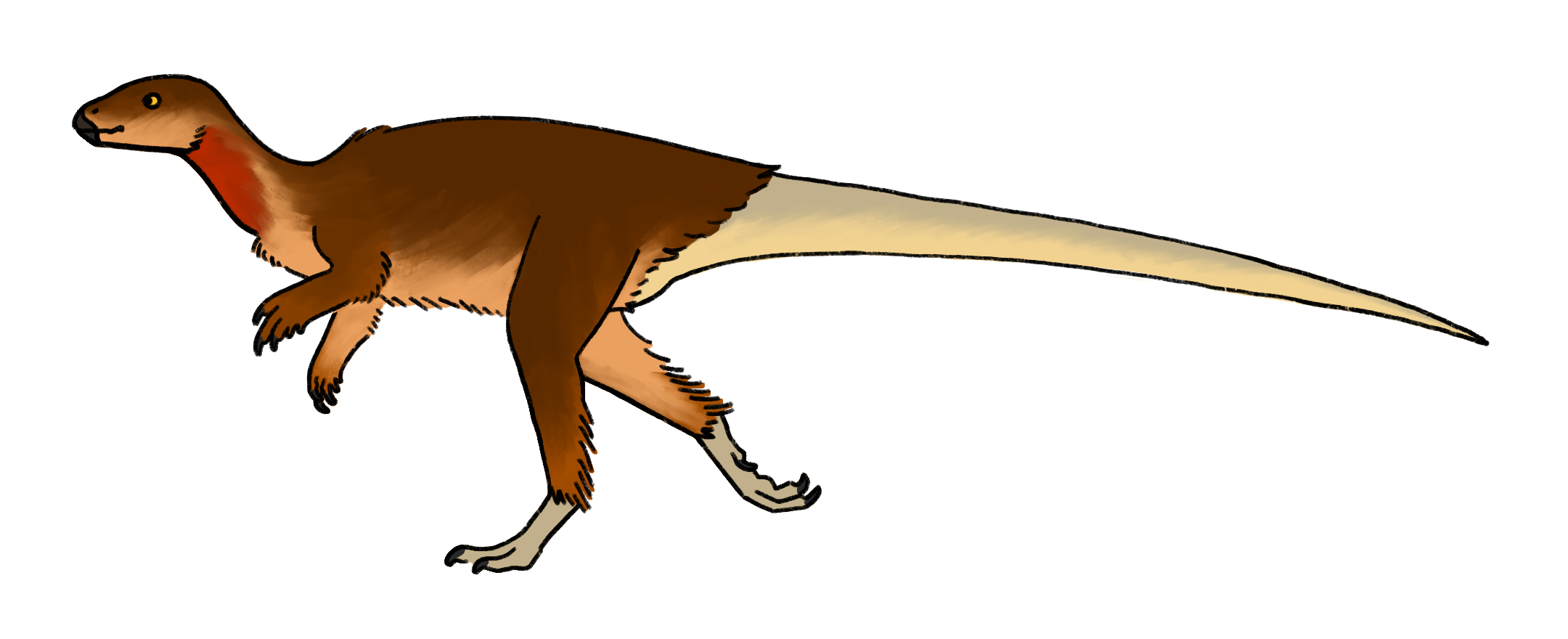
Sanxiasaurus modaoxiensis

Vor 145 bis 201 Millionen Jahren, während des Jura, lag das Kreisgebiet am Ufer eines großen Salzsees, der sich zwischen den heutigen Städten Chongqing und Chengdu erstreckte, nach den später dort angesiedelten Königreichen „Ba-Shu-See“ (巴蜀湖) genannt.
2016 wurden bei Grabungen in einem 18,2 km langen Geländestreifen südlich von Pu’an zahlreiche versteinerte Knochen von Dinosauriern gefunden, darunter fünf neue Arten:
- Yunyangosaurus puanensis, ein etwa 4,7 m langer, auf zwei Beinen laufender Megalosauroid[17]
- Sanxiasaurus modaoxiensis, ein etwa 1,5 m langer, auf zwei Beinen laufender Vogelbeckensaurier, benannt nach einem kleinen Fluss westlich der Fundstelle[18][19]
- Omeisaurus puxiani, ein etwa 10–15 m langer, auf vier Beinen laufender Sauropod, benannt nach dem Bodhisattva Samantabhadra[20][21]
- Yuzhoulong qurenensis, ein Sauropod mit 1 m langen Oberschenkelknochen, benannt nach den alten Bezeichnungen für Chongqing (渝州) und Yunyang (朐䏰)[22]
- Bashanosaurus primitivus, ein 2,8 m langer Stegosaurier, möglicherweise ein jugendliches Exemplar[23]

## Verkehrsanbindung

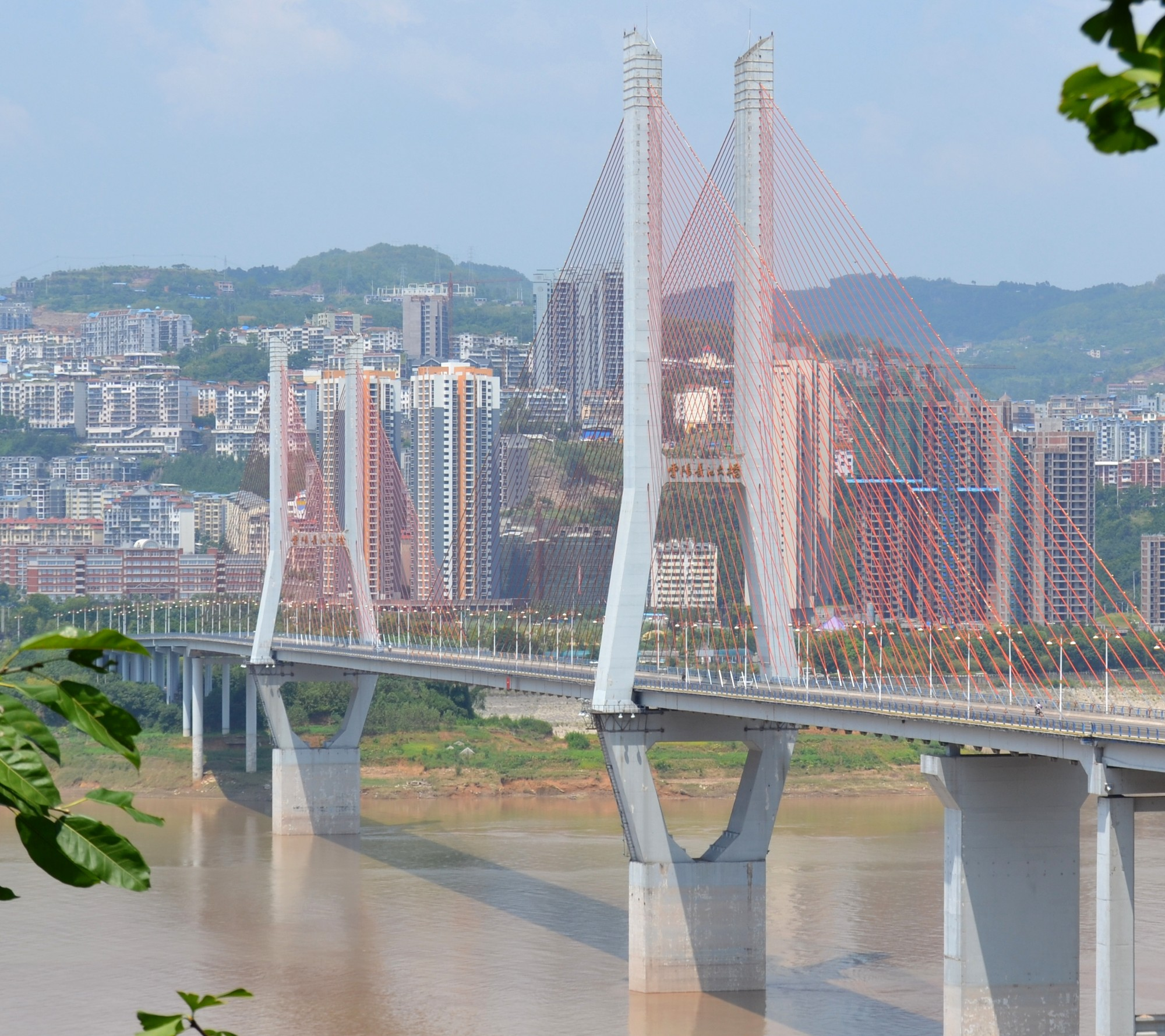
Yangtse-Brücke, Blick von Süden auf Qinglong.

Der Kreis Yunyang wird in Ost-West-Richtung von der Autobahn Shanghai–Chengdu durchquert. Nach Norden besteht über die Staatsstraße S305 eine Verbindung zum Stadtbezirk Kaizhou. Vom Straßenviertel Qinglong der Kreisstadt führt seit 2005 eine inklusive Zufahrten 1278 m lange Schrägseilbrücke über den Yangtse zum Straßenviertel Panlong am Südufer des Flusses, wohin der Zhangfei-Tempel 2002 vor der Flutung seines ursprünglichen Standorts verlegt wurde, wieder in ähnlicher Lage direkt über dem Fluss. Über diese Brücke führt die S305 zu den südlich des Yangtse gelegenen Gemeinden des Kreises wie Longjiao und Qingshui sowie zum Nationalen Geopark Longgang (云阳龙缸国家地质公园), einer 355 m tiefen Doline mit einem oberen Durchmesser von 315 m.
Baubeginn für die von der Chongqinger Brückenbau GmbH (重庆建工桥梁工程有限责任公司) errichtete, vierspurige Yangtse-Brücke war am 6. November 2002.
Die eigentliche Brücke, ohne die Zufahrten, ist 637 m lang, die von Fracht- und Kreuzfahrtschiffen durchfahrbaren Abschnitte sind, von Norden nach Süden, 187 m, 318 m und 132 m lang.
Der Bau der Brücke kostete 184 Millionen Yuan, wovon 50 Millionen aus dem Fonds für die wegen der Drei-Schluchten-Talsperre umgesiedelten Familien kamen, 50 Millionen von einer Infrastrukturförderungsgesellschaft des Kreises und 84 Millionen aus einem Bankkredit, der nach der Eröffnung der Brücke am 28. September 2005 aus Mauteinnahmen zurückgezahlt wurde. Zwei- oder dreirädrige Motorräder zahlten 2 Yuan für jede Brückenüberquerung, PKWs 10 Yuan, kleine Lieferwagen 15 oder 20 Yuan und Lastwagen abhängig vom Gewicht zwischen 3,5 und 5 Yuan pro Tonne.